# Светличный, Михаил Петрович
Михаил Петрович Светличный (1915—1981) — советский хозяйственный, государственный и политический деятель. Начальник УКГБ по Москве и Московской области (1962—1967), генерал-лейтенант (1965).

## Биография
Родился в 1915 году в станице Зерендинская Кокчетавского уезда Акмолинской области Российской империи (ныне — Акмолинская область Казахстана). Из крестьян.
Трудовую деятельность начал в 17 лет.
С 1935 года работал учителем, затем сотрудник органов народного образования.
С 1941 года — на комсомольской работе: секретарь Акмолинского обкома, заместитель заведующего отделом агитации и пропаганды ЦК ЛКСМ Казахстана. Член ВКП(б) с 1942 года.
В 1944 году направлен на учебу в ВПШ при ЦК ВКП(б).
В 1946 году — 2-й секретарь ЦК ЛКСМ Казахстана.
С 1948 году — 2-й секретарь Кустанайского обкома, с 1949 г. — член ЦК КП(б) Казахстана.
С 1951 года — в органах госбезопасности.
1951 год — март 1953 года — заместитель начальника Управления кадров МГБ СССР.
Март — сентябрь 1953 года — начальник отдела кадров УМВД по Московской области.
Сентябрь 1953 года — март 1954 года — заместитель начальника Управления кадров МВД СССР.
Март 1954 — апрель 1956 года — заместитель начальника Управления кадров КГБ при СМ СССР.
Апрель 1956 года — январь 1962 года — начальник УКГБ по Московской области.
9 января 1962 года — октябрь 1967 года — начальник УКГБ по Москве и Московской области, член Коллегии КГБ при СМ СССР.
Январь 1968 года — 1969 год — руководитель Представительства КГБ при СМ СССР при КГБ при СМ НРБ.
2 декабря 1969 года уволен в отставку по болезни.
Избирался депутатом Верховного Совета РСФСР 6-го и 7-го созывов.
Умер 17 июня 1981 года. Похоронен в Москве на Востряковском кладбище.